# Pecineaga
Pecineaga là một xã thuộc hạt Constanța, România. Dân số thời điểm năm 2002 là 3084 người.